# Stryck
Stryck ist eine Ortslage des Ortsteils Willingen der Gemeinde Willingen (Upland) (im zu Hessen gehörenden Teil des Sauerlands) im Landkreis Waldeck-Frankenberg.
Stryck, in dem etwa 100 Einwohner leben, ist international bekannt durch das jährlich an der Mühlenkopfschanze stattfindende Weltcup-Skispringen.

## Geographische Lage
Stryck befindet sich knapp zwei Kilometer (Luftlinie) südsüdöstlich vom Willinger Ortskern im Tal der Itter (südwestlicher Zufluss der Diemel) auf Höhen zwischen 590 und 630 m ü. NHN. Die Berge der Dorfumgebung sind alle über 700 m hoch; der höchste Berg ist der westlich gelegene Ettelsberg (837,7 m), südwestlich erhebt sich der Mühlenkopf (ca. 815 m) mit der Mühlenkopfschanze. Nördlich von Stryck liegt im Übergangsbereich zu Willingen der östlich von der Itter passierte Stryckteich.

## Verkehr
Nördlich des Ortsteils Stryck verläuft die Bundesstraße 251, die von Brilon über Willingen und Korbach nach Kassel führt.
Bei Stryck verläuft parallel zur Bundesstraße die Uplandbahn Brilon-Korbach. Die nächsten Bahnstationen befinden sich in Willingen und Usseln. Stryck hat auch einen eigenen Haltepunkt, welcher jedoch nur anlässlich des jährlich an der Mühlenkopfschanze stattfindenden Weltcup-Skispringens bedient wird.

## Tourismus

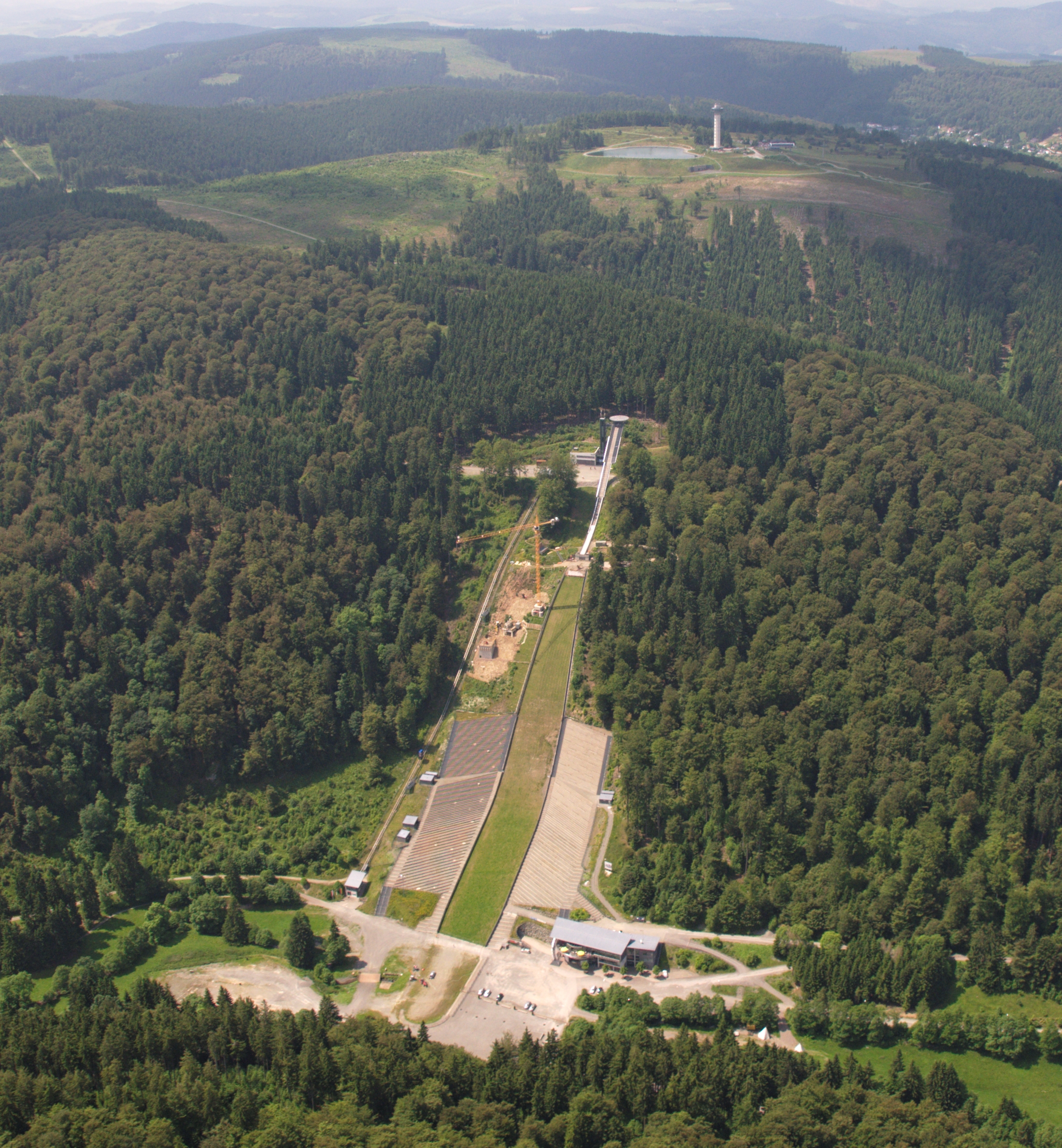
Mühlenkopfschanze aus der Luft

Stryck ist ein Ferienort, der sowohl von Sommergästen, überwiegend aber von Wintersportlern besucht wird. Hier stehen zahlreiche Übernachtungsmöglichkeiten in Hotels, Gasthöfen und Pensionen zur Verfügung.
Etwa 400 m südlich der Ortsmitte von Stryck steht am Mühlenkopf die Mühlenkopfschanze, die zurzeit größte Großschanze der Welt. Hier finden jährlich die FIS-Weltcup-Skispringen mit zahlreichen Zuschauern statt.
2023 wurde nordöstlich der Mühlenkopfschanze (und damit ebenfalls südlich von Stryck) der Skywalk Willingen eröffnet, mit 665 Metern die längste Fußgängerhängebrücke Deutschlands.
In Stryck gibt es einen Waldlehrpfad mit 17 Stationen.